# Schlacht von Zama
Koordinaten: 36° 17′ 56″ N, 9° 26′ 57″ O
Saguntum – Lilybaeum II – Rhone – Ticinus – Trebia – Cissa – Trasimenischer See – Ager Falernus – Geronium – Cannae – Nola I – Nola II – Ibera – Cornus – Nola III – Beneventum I – Syrakus – Tarentum I – Capua I – Beneventum II – Silarus – Herdonia I – Obere Baetis – Capua II – Herdonia II – Numistro – Asculum – Tarentum II – Neu Karthago – Baecula – Grumentum – Metaurus – Ilipa – Crotona – Große Felder – Cirta – Zama
Die Schlacht von Zama fand im Jahr 202 v. Chr. statt und war die größte Schlacht in Nordafrika während des Zweiten Punischen Kriegs. Der Karthager Hannibal kämpfte gegen die V. und VI. Legion des römischen Feldherrn Cornelius Scipio, als sie bei Zama aufeinandertrafen.

## Vorgeschichte
Nach der verlorenen Schlacht auf den Großen Feldern mussten die Karthager einen für sie demütigenden Frieden schließen, zu dessen Bedingungen auch die Rückberufung Hannibals und Magos aus Italien gehörten. Hannibal landete mit etwa 15.000 Mann, von denen 8000 Veteranen aus langjährigen Feldzügen in Italien waren, in Leptis Minor. Kurz darauf kamen Magos Streitkräfte dazu, nachdem Mago selbst während der Überfahrt verstorben war.
Nachdem Hannibal aus Italien zurückgekehrt war, wollten die Karthager die im Raum stehenden harschen Friedensbedingungen verbessern. Bald kam es zu einem Zwischenfall, der die Krise verschärfte: Ein Konvoi von römischen Vorratsschiffen, der das Heer Scipios versorgen sollte, erlitt in der Bucht von Karthago Schiffbruch. Auf Druck aus der Bevölkerung, die nach den Verwüstungen des Krieges eine Hungersnot befürchtete, beschloss der karthagische Senat die Beschlagnahme der Schiffe. Als Scipios Sendboten gegen diese Maßnahme protestierten, wurden sie beschimpft und abgewiesen.
Beide Heerführer verbrachten den größten Teil des Sommers 202 v. Chr. damit, ihre Streitkräfte zu sammeln. Hannibal schickte Unterhändler in Scipios Lager. Dieser ging nicht darauf ein, ließ die Karthager jedoch – völlig unüblich – sich frei im römischen Lager bewegen. Dabei fiel ihnen auf, dass Scipio nur über sehr wenig Kavallerie verfügte. Hannibal entschloss sich daher zum Kampf, nicht ahnend, dass Scipio von der unmittelbar bevorstehenden Ankunft des Numidierfürsten Massinissa mit 4000 Berittenen wusste. Dieser hatte zu Beginn des Krieges auf Hannibals Seite gekämpft, jedoch wegen der Verheiratung seines Rivalen Syphax mit der eigentlich ihm versprochenen Sophonisbe, einer Tochter von Hannibals Feldherrn Hasdrubal, die Seiten gewechselt. So kam es zu der Schlacht von Zama.
Unmittelbar vor Beginn der Schlacht trafen sich Hannibal und Scipio persönlich zwischen den Heeren. Hannibal bot Scipio einen Frieden an, dessen Bedingungen für Karthago wesentlich günstiger gewesen wären als diejenigen, auf die man sich vor einem Jahr geeinigt hatte. Scipio ging darauf nicht ein, zumal er entschlossen war, Karthago für den Bruch des Waffenstillstands zu bestrafen. Also kehrten die Heerführer zu ihren Truppen zurück, um die Waffen sprechen zu lassen.

## Verlauf der Schlacht

Der Schlachtverlauf

Zama markierte insofern einen Wendepunkt in den Schlachten des Punischen Krieges, als die Römer erstmals die kleinere Infanterie aufboten, die Karthager dafür an Reiterei mit 6000 gegen 3000 übertrafen. In der ersten Reihe stellte Hannibal rund 40 Kriegselefanten auf, die allerdings noch sehr wenig ausgebildet waren. Die Infanterie wurde in drei Treffen gestaffelt. Die aus Italien geretteten Veteranen (im Wesentlichen libysche Speerkämpfer und Bruttier sowie Gallier) bildeten die letzte Reihe und sollten die eigentliche Entscheidung herbeiführen, nachdem die ersten beiden Reihen die römischen Legionäre in Unordnung und zur Erschöpfung gebracht haben sollten.

Die Schlacht wurde von Scipio mit einem Überraschungsmanöver eröffnet: Von seinen wie üblich in Schachbrettmuster aufgestellten Legionen wurde jedes zweite Manipel zur Seite verschoben, so dass sich zwischen den Römern orthogonal zur Schlachtlinie freie Gassen bildeten, durch die die meisten Kriegselefanten, durch laute Geräusche der Römer aufgeschreckt, hindurchgingen, ohne großen Schaden anzurichten. An den Flanken hingegen suchten viele Elefanten den Weg des geringsten Widerstands durch die eigene Kavallerie, so dass die karthagische statt der römischen Linie etwas in Unordnung geriet.

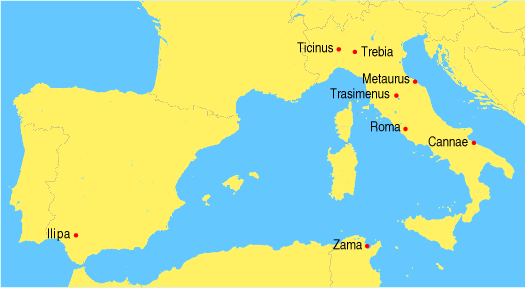
Karte mit der Lage der antiken Stadt Zama Major (Zama Regia, ganz unten) und weiterer Schlachten

Nach ausgedehnten Vorgeplänkeln zwischen römischer leichter Infanterie und Hannibals Mischung aus leichter Infanterie und Kriegselefanten trafen die Haupttruppen aufeinander.
Die römische Kavallerie konnte sehr schnell die Oberhand über ihre Gegner gewinnen und verfolgte sie dann, statt wieder in das zentrale Geschehen einzugreifen und den Vorteil an Überlegenheit in dieser Waffengattung auszuspielen.
Im Infanteriekampf setzte Hannibal seine Gegner unter starken Druck. Zwar brachen seine erste und zweite Schlachtreihe, doch dies war so vorgesehen und nun sollten die frischen, karthagischen Veteranen der dritten Reihe die ermüdeten Römer besiegen. Als die zweite Schlachtreihe zurückstob, drohten sie die Ordnung der dritten, entscheidenden Reihe zu zerstören und Hannibal gab den Befehl, die Speere gegen die eigenen Leute zu senken. Daraufhin versuchten die fliehenden Truppen der zweiten Reihe, zwischen den beiden Heeren zur Seite hin zu entkommen, und die, die es schafften, sammelten sich an den Flanken der Veteranenschlachtreihe.
Die Karthager drohten schon die Oberhand zu gewinnen, als die römische Reiterei plötzlich von ihrer Verfolgung zurückkehrte und, Hannibals Truppen in den Rücken fallend, deren Schlachtordnung zerstörte und das Aufeinandertreffen entschied. Die Römer gingen als Sieger aus der Schlacht hervor.

## Politische Folgen der Schlacht
Hannibal entkam nach Hadrumetum und von dort nach Karthago. Er floh in die Stadt und riet dem Senat zur Kapitulation. Scipio kehrte in sein Lager bei Utica zurück und marschierte dann weiter nach Tunis. Hier empfing er eine Gesandtschaft, die auf den Rat Hannibals ausgeschickt worden war und um Frieden bat. Zwar bot der karthagische General noch einmal Frieden an und versprach, dass sich Karthago aus allen europäischen Ländern zurückziehen werde, wenn die Römer Afrika verließen. Doch Scipio verlangte unerbittlich die Kapitulation und verschärfte sogar noch die vor der Schlacht gemachten Forderungen.
Zunächst wurde ein dreimonatiger Waffenstillstand geschlossen. Wenig später beauftragte der römische Senat Scipio mit den endgültigen Verhandlungen. Die neuen Friedensbestimmungen waren erheblich härter als die aus dem Jahre 203 v. Chr. Karthago musste seine sämtlichen Elefanten sowie seine gesamte Flotte bis auf zehn Schiffe ausliefern, und die ursprünglich 5000 Talente betragende Kriegsentschädigung wurde beträchtlich erhöht. Fünfzig Jahre lang sollte Karthago zweihundert Talente jährlich zahlen. Der Verbündete Massinissa erhielt große Gebiete als Belohnung zugesprochen, insbesondere das Reich seines Rivalen Syphax. Die Bestimmung, dass er alle Gebiete zurückerhalten sollte, die einst ihm oder seinen Vorfahren gehört hatten, führte dazu, dass er in den kommenden Jahren gegenüber Karthago immer weitergehende Gebietsansprüche erhob. Als besonders verhängnisvoll für die Karthager erwies sich dabei die Klausel, dass sie außerhalb Afrikas nicht Krieg führen durften und auch in Afrika selbst nur mit Zustimmung Roms.
Das Ergebnis schwächte Karthago derart, dass es die römische Hegemonie im Mittelmeerraum nie mehr gefährden konnte. Der siegreiche Feldherr ließ im Jahr 201 v. Chr. als Zeichen seines Triumphes die Reste der karthagischen Flotte verbrennen.